# Carl von Hasenauer

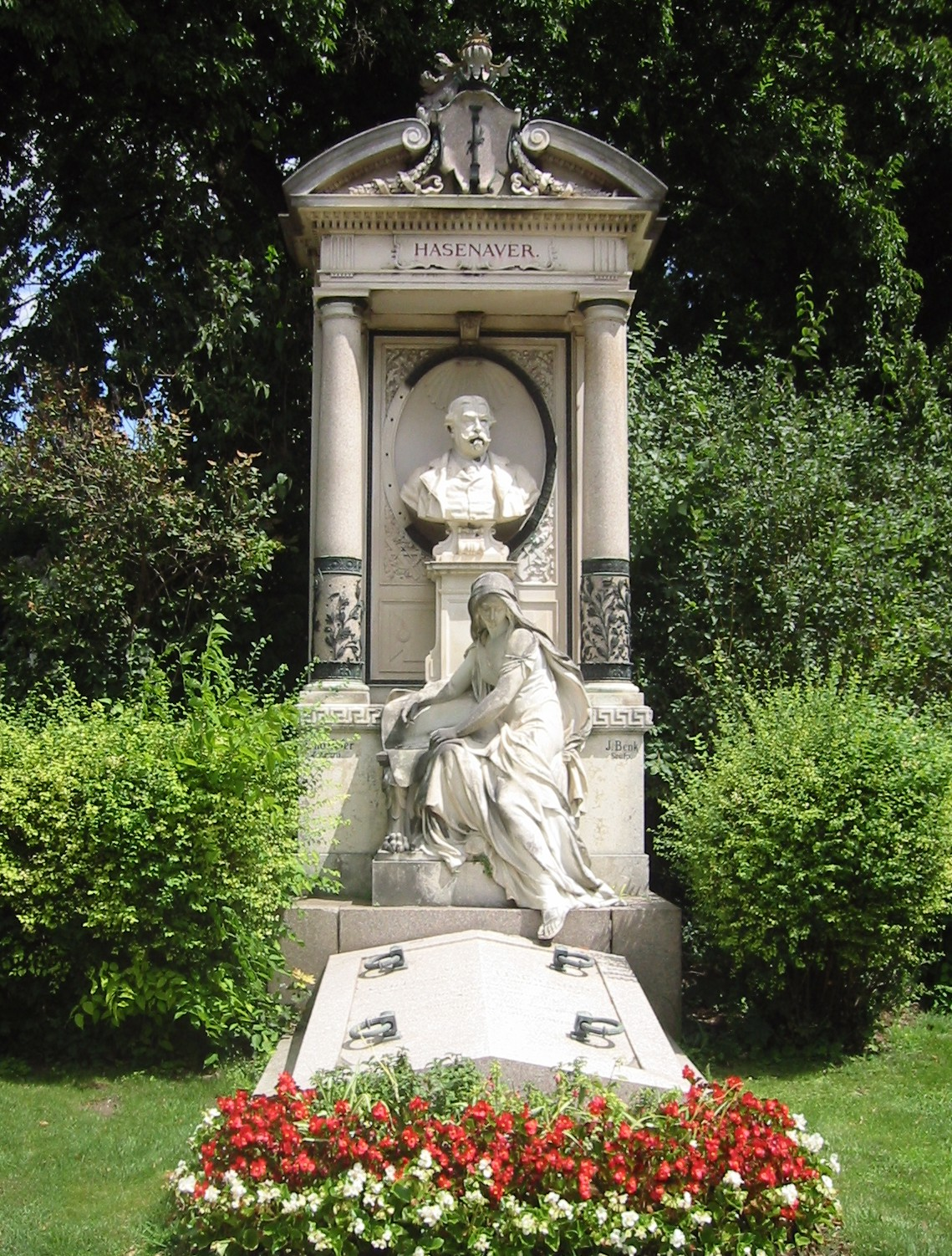
Síremléke Bécsben

Carl von Hasenauer (Bécs, 1833. július 20. – Bécs, 1894. január 4.) a historizmus stílusában alkotó osztrák építész.

## Élete
Eleinte a braunschweigi Carolinumban tanult, majd a bécsi akadémián, aztán járt Felső-Olaszországban, Franciaországban, Németalföldön, Nagy-Britanniában.
Bécsbe visszatérve főképp magas reneszánsz stílusban épített számos nevezetes bécsi magánházat, villát és az udvari múzeumokat (1872–1879), továbbá az 1888-ban megnyílt várszínházat. Gottfried Semperrel közösen épített palotái a bécsi Ringstraßén Bécs jelképeivé váltak. A Bécsi Szépművészeti Múzeumot is közösen építették meg 1871–1881 között. A másik közösen épített fontos múzeumuk – ugyancsak a Ringstraßén – a Bécsi Természettudományi Múzeum volt 1871–1881 között, melyet a "természettudományok katedrálisá"-nak terveztek.  
1866-tól a bécsi akadémia tagja, 1868-tól a brit építészek akadémiájának tiszteletbeli tagja volt. Több ízben nyert kitüntetést.